# (196035) Haraldbill
(196035) Haraldbill est un astéroïde de la ceinture principale.

## Description
(196035) Haraldbill est un astéroïde de la ceinture principale. Il fut découvert le 30 septembre 2002 à Trebur par Mike Kretlow. Il présente une orbite caractérisée par un demi-grand axe de 3,17 UA, une excentricité de 0,28 et une inclinaison de 25,0° par rapport à l'écliptique.

## Compléments